# Nurmiluoto (klippor)
Nurmiluoto är öar i Finland. De ligger i Finska viken och i kommunen Vederlax i landskapet Kymmenedalen, i den södra delen av landet. Öarna ligger omkring 38 kilometer öster om Kotka och omkring 150 kilometer öster om Helsingfors.
Arean för den av öarna koordinaterna pekar på är 1,3 hektar och dess största längd är 300 meter i sydöst-nordvästlig riktning. Närmaste större samhälle är Virojoki, 13,1 km norr om Nurmiluoto.